# Jane Kieffer
Jane Kieffer, née à Paris le 11 juin 1901 et morte à Clichy le 19 août 1982, est une écrivaine française. Elle est notamment l'autrice des recueils de poésie Les chansons de la sorcière, Forêts d'un autre monde et Jean des brumes.

## Biographie
Jane Kieffer naît à Paris en 1901, d'origine gitane, ascendance qu'elle revendique parfois.
Elle se fait volontiers surnommer « la Sorcière »,, qui inspire le titre de son premier recueil de poésie, Les Chansons de la sorcière, paru en 1952. Dès ce premier recueil, alors qu'elle est inconnue, elle est encensée par la critique.
Les autres poètes aussi l'admirent, comme Paul Fort et Maurice Fombeure, qui veulent préfacer son deuxième recueil, Forêts d'un autre monde, qui sera publié par Pierre Seghers. Ce recueil lui vaut le prix Artigue 1953, décerné par l'Académie française. Elle reçoit aussi le prix Apollinaire en 1962.
Les poètes Jean Cocteau, Jules Supervielle, Philippe Chabaneix, Théophile Briant et de nombreux autres saluent les recueils de Jane Kieffer. Charles Le Quintrec lui consacre de longues recensions dans ses colonnes.
Le critique Jean Laugier estime qu'elle est « d'un mysticisme dionysiaque ». Il évoque, dans l'ouvrage qu'il lui consacre, la mort de sa sœur, de son frère qu'elle surnomme « Jean des brumes », de son père, tous trois morts de la tuberculose. Elle perd peu après son autre frère et son autre sœur.
Ces deuils la bouleversent, et la poésie de Jane Kieffer s'en ressent, marquée par l'« intense dualité » entre la vie et les drames familiaux des Kieffer, et la « réalité lumineuse du quotidien ». Pour Laugier, cette dualité fait tout le charme et la puissance de la poésie de Jane Kieffer.
Pour Jean-Luc Maxence, son meilleur recueil est Jean des brumes, ou elle manifeste un « tempérament de fougue, de colère, illuminé de musiques inconnues, de visions, de fantastique même ». Il publie un extrait de ce recueil dans son Anthologie de la poésie mystique contemporaine. Il dit d'elle que son art tzigane montre aussi de la fraternité, de l'amour, et le respect de la beauté de la nature. Maxence évoque en elle « l'offrande lyrique, proche de la prière débridée », et Paul Fort dit qu'elle est « une force de la nature, comme le vent et le feu ».
Georges Neveux estime que les poèmes de Jane Kieffer ont « la sauvagerie des feux de camp, la violence des incendies, et, parfois, la douce beauté des étoiles filantes ». René Lacôte la compare aux peintres fauves. Philippe Chabaneix trouve que les poèmes de son dernier recueil, Le Collier de la folie, paru en janvier 1980, comportent plus de lumière que d'ombre, et qu'elle y chante « les sortilèges de la forêt, la sauvagine des étangs (...), les allées de paradis, les scintillantes étoiles et l'or des galaxies ».
Elle meurt en 1982.

## Œuvres
- Les chansons de la sorcière, Paris, Éditions de Psyché, 1952, poèmes.
- Forêts d'un autre monde, Paris, P. Seghers, 1954, préface de Paul Fort — Prix Artigue 1953, décerné par l'Académie française[6].
- Jean des Brumes, Paris, P. Seghers, 1955 — Prix du Royal Saint-Germain ; rééd. 1966 .
- Les mains qui flambent, Paris, P. Seghers, 1957 — Prix Desbordes-Valmore.
- Cette sauvage lumière, Paris, Gallimard, coll. « Jeune poésie NRF », 1961 — Prix Apollinaire[18] ; rééd. 1964 — Prix Paul-Verlaine.
- Pour ceux de la nuit, Montpellier, Dire, 1964, poèmes.
- Soleils des grands fonds, Paris, Éditions Saint-Germain-des-Prés, 1973.
- Le Requiem fantastique, Paris, G. Chambelland, 1974.
- Histoires démoniaques, Paris : Éditions de l'Athanor, 1976.
- Rue de l'étrange, Paris, Éditions Caractères, 1979, contes fantastiques.
- Le Collier de la folie, Paris, Éditions Caractères, 1980.